# Dazed and Confused (película)
Dazed and Confused (conocida en Argentina como Rebeldes y confundidos; en México, El último día de clases, y en España Jóvenes desorientados o Movida del 76) es una película de comedia estadounidense de 1993 escrita y dirigida por Richard Linklater. La trama sigue a una variedad de adolescentes en el último día de clases en Austin (Texas), en 1976. La cinta no tiene un solo protagonista o conflicto central, sino que sigue hilos argumentales interconectados entre diferentes grupos sociales y personajes, como estudiantes de noveno grado que se someten a rituales de novatadas, la negativa de una estrella del fútbol a firmar un compromiso de vida limpia para su entrenador y varios personajes pasando el rato en una sala de billar. La película presenta un gran elenco de actores que luego se convertirían en estrellas, incluidos Jason London, Ben Affleck, Milla Jovovich, Cole Hauser, Parker Posey, Adam Goldberg, Matthew McConaughey, Nicky Katt, Joey Lauren Adams y Rory Cochrane. 
Richard Linklater originalmente planeó hacer una película para adolescentes después de Slacker. El filme llamó la atención del productor de Universal Pictures, Jim Jacks, quien consiguió US$6 millones para el próximo largometraje de Linklater. Linklater se basó en gran medida en su adolescencia en Huntsville (Texas), para escribir el guion, tomando los nombres de varias personas de su ciudad natal para los personajes. La mayoría de los actores elegidos para la película eran talentos no descubiertos, incluido Matthew McConaughey, quien se convirtió en la estrella reveladora de la cinta. Linklater la rodó en Austin (Texas), con varios miembros de su equipo de Slacker. Se animó a los actores a improvisar y desarrollar sus propios personajes, y algunos escribieron en escenas adicionales. Linklater reunió varias canciones de rock de los años 70 para la banda sonora, mientras que Gramercy Pictures comercializó Dazed and Confused como una película stoner, para consternación de Linklater.
Estrenada el 24 de septiembre de 1993, Dazed and Confused fue una decepción comercial en taquilla, recaudando menos de US$8 millones en Estados Unidos. Posteriormente, la película tuvo éxito en el mercado del vídeo doméstico y desde entonces se ha convertido en un clásico de culto. Ocupó el tercer lugar en la lista de las 50 mejores películas de secundaria de la revista Entertainment Weekly. La revista también la clasificó en el décimo lugar en su lista de «Películas más divertidas de los últimos 25 años». Los críticos la han elogiado por su descripción fiel y realista del escenario y de la vida en la escuela secundaria.

## Argumento
La película se estrena el 28 de mayo de 1976, el último día de clases en Lee High School en Austin (Texas). El grupo de estudiantes de último año del próximo año se prepara para las novatadas anuales de los estudiantes de primer año entrantes. A Randall «Pink» Floyd, el jugador de fútbol estrella de la escuela, se le pide que firme un compromiso prometiendo no consumir drogas durante el verano ni hacer nada que pueda «poner en peligro el objetivo de una temporada de campeonato». Cuando terminan las clases, los estudiantes de último año persiguen a los estudiantes de primer año y los reman. Las chicas de primer año entrantes también están aturdidas; Las chicas del último año —encabezadas por Darla— las rodean en el estacionamiento de la escuela, las cubren con mostaza, salsa de tomate, harina y huevos crudos y las obligan a proponerle matrimonio a los chicos del último año. 

A medida que el día se convierte en noche, el estudiante de primer año Mitch Kramer escapa de las novatadas iniciales con su mejor amigo Carl Burnett, pero luego es acorralado después de un partido de béisbol y remado violentamente. Fred O'Bannion, un estudiante de último año que participa en la tradición de las novatadas por segundo año después de no graduarse, se deleita castigando a Mitch. Pink lleva al herido Mitch a casa y se ofrece a llevarlo de paseo con amigos esa noche. Los planes para la velada se arruinan cuando los padres de Kevin Pickford descubren su intención de organizar una fiesta de barriles. Por otra parte, el trío intelectual formado por Cynthia Dunn, Tony Olson y Mike Newhouse decide participar en las festividades de la noche. Pink y su amigo David Wooderson, un hombre de unos 20 años que todavía socializa con estudiantes de secundaria, recogen a Mitch y se dirigen al Emporium, un salón de billar frecuentado por adolescentes.

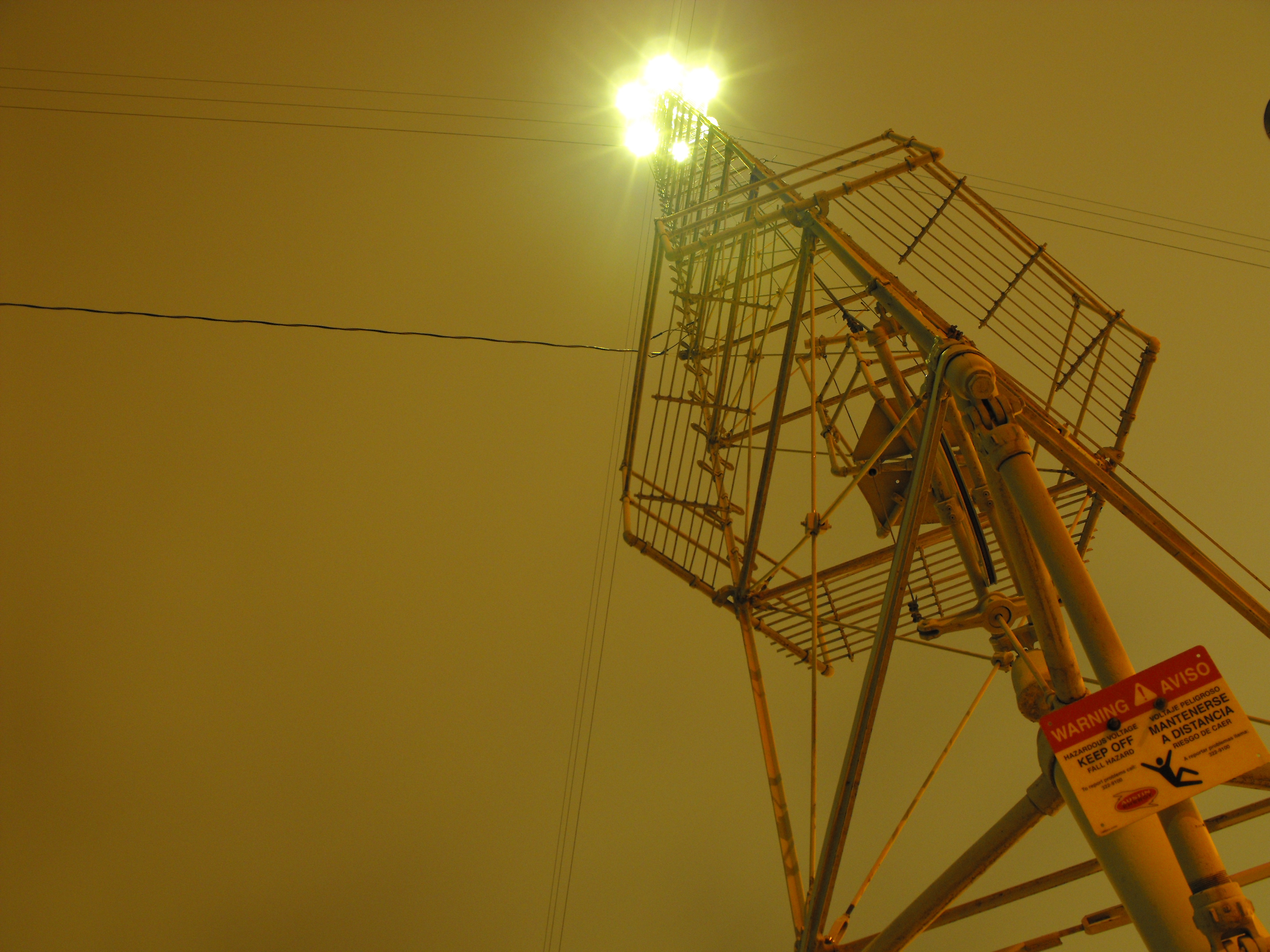
Una torre a la luz de la luna en Austin sirvió de telón de fondo para la escena de fiesta al final de la película.

A medida que avanza la noche, los estudiantes deambulan por el Emporium, escuchan música rock, recorren el vecindario y frecuentan un restaurante local de autoservicio. Mitch conoce a la estudiante de segundo año Julie Simms, con quien comparte una atracción mutua. Mientras vuelve a navegar con Pink, Pickford y Don Dawson, Mitch bebe cerveza y fuma marihuana por primera vez. Después de un partido de béisbol, un residente del vecindario blandiendo un arma amenaza con llamar a la policía. Apenas escapan después de que el residente dispara contra su coche. Después de regresar al Emporio, Mitch se encuentra con sus amigos de la escuela secundaria y trama un plan con ellos para vengarse de O'Bannion. Los estudiantes de primer año arrojan pintura sobre O'Bannion desde un techo, lo que hace que se vaya en un ataque de rabia.
Después de que cierre el Emporio, se planea una fiesta improvisada con barriles en un campo bajo una torre a la luz de la luna. Cynthia, Tony y Mike llegan a su primera fiesta de barriles, donde Mike es amenazado por el tipo duro Clint Bruno. Tony se encuentra con la estudiante de primer año Sabrina Davis, a quien conoció antes durante las novatadas y comienza a pasar tiempo con ella. Mike, que sufre la humillación de su enfrentamiento con Clint, decide resistir dándole un puñetazo; a cambio, Clint lo aborda y recibe una paliza de su parte. La pelea es interrumpida por Pink y Wooderson. El futbolista Benny O'Donnell confronta a Pink por su negativa a firmar el compromiso. Pink, el único jugador que no ha fichado, cree que esto atenta contra su individualidad y sus creencias. Mitch deja la fiesta del barril con Julie. Conducen hasta una colina cercana que domina la ciudad para besarse. Tony lleva a Sabrina a casa y se dan un beso de buenas noches.
Cuando la noche llega al amanecer, Pink, Wooderson, Don, Ron Slater y varios otros amigos deciden fumar marihuana en la línea de cincuenta yardas del campo de fútbol, donde Wooderson le aconseja a Pink «seguir viviendo» sin preocuparse por lo que se espera. de él. Llega la policía y, al reconocer a Pink y Dawson, llama al entrenador Conrad, su entrenador de fútbol. Conrad sermonea a Pink sobre salir con «perdedores» e insiste en que firme el compromiso. Pink dice que tal vez juegue al fútbol, pero que no va a firmarlo y se marcha con Wooderson y Slater para viajar a Houston para conseguir entradas para un concierto de Aerosmith. Mitch llega a casa después del amanecer y descubre que su madre lo estaba esperando despierta. Ella decide no castigarlo, pero le advierte que no volverá a llegar tarde a casa. Mitch va a su habitación, se pone los auriculares y escucha «Slow Ride» de Foghat, mientras Pink, Wooderson, Slater y Simone Kerr viajan por una autopista para comprar sus boletos.

## Reparto

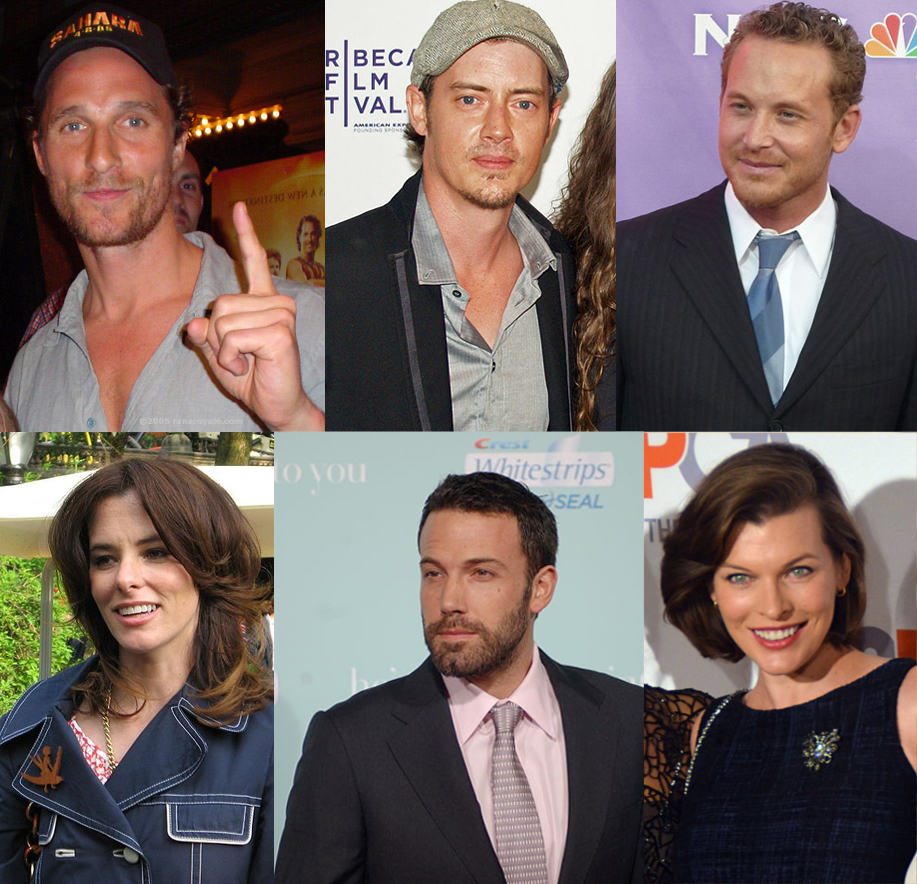
Selección del reparto de la película. En el sentido de las agujas del reloj desde arriba a la izquierda: Matthew McConaughey, Jason London, Cole Hauser, Milla Jovovich, Ben Affleck y Parker Posey

| - Jason London como Randall «Pink» Floyd - Joey Lauren Adams como Simone Kerr - Milla Jovovich como Michelle Burroughs - Shawn Andrews como Kevin Pickford - Rory Cochrane como Ron Slater - Adam Goldberg como Mike Newhouse - Anthony Rapp como Anthony «Tony» Olson - Sasha Jenson como Don Dawson - Marissa Ribisi como Cynthia Dunn - Deena Martin como Shavonne Wright - Michelle Burke como Jodi Kramer - Cole Hauser como Benny O'Donnell - Christine Harnos como Kaye Faulkner | - Wiley Wiggins como Mitch Kramer - Mark Vandermeulen como Tommy Houston - Esteban Powell como Carl Burnett - Jeremy Fox como Hirschfelder - Ben Affleck como Fred O'Bannion - Jason O. Smith como Melvin Spivey - Christin Hinojosa como Sabrina Davis - Parker Posey como Darla Marks - Matthew McConaughey como David Wooderson - Catherine Avril Morris como Julie Simms - Nicky Katt como Clint Bruno - Renée Zellweger como Nesi White - Jason O. Smith como Melvin Spivey |